# Haut Conseil d'État (Libye)
Pour les articles homonymes, voir Conseil d'État.
Tripoli (Libye)
Le Haut Conseil d'État (arabe : المجلس الأعلى للدولة) est la chambre haute du Parlement libyen depuis avril 2016.

## Historique
Le Haut Conseil d'État est mis en place conformément à l'accord signé le 17 décembre 2015 dans le but de résoudre la deuxième guerre civile libyenne,,.
En février 2016, se tient à Tripoli une réunion de quarante membres du Congrès général national favorables à la création de cette chambre parlementaire.
Le 6 avril 2016, le Conseil d'État tient sa séance inaugurale au cours de laquelle Abderrahmane Souihli est élu président. La première réunion de cette chambre parlementaire se tient le 22 avril suivant en prenant ses fonctions dans le bâtiment de l'ancien Congrès général national.
En août 2016, un Haut Conseil d'État parallèle de 94 membres est proclamé à Benghazi et ses membres veulent rejoindre celui de Tripoli.
Le 21 septembre 2016, le Haut Conseil d'État s'octroie le pouvoir législatif.
Le 14 octobre 2016, Khalifa al-Ghowel, Premier ministre autoproclamé, s'empare du siège du Haut Conseil d'État. Le 16 mars 2017, Ghowel est de nouveau chassé du pouvoir après la reprise par les forces du GNA de l'hôtel Rixos, combats au cours desquels il est blessé.

## Composition
Aux termes de l'accord de décembre 2015, le Haut Conseil d'État est composé des 145 membres du Congrès général national.

## Présidents du Haut Conseil d'État
- 2016-2018 : Abderrahmane Souihli
- 2018-2023 : Khaled al-Michri
- depuis 2023 : Mohamed Takala